# Świdowiec
Świdowiec (522.24; ukr. Свидівець, Swydiweć) – pasmo górskie na terenie zachodniej Ukrainy w Beskidach Połonińskich (Zakarpacie), będących częścią Karpat Wschodnich.
Świdowiec prawie w całości pokryty jest połoninami. Składa się z krótkiego, masywnego grzbietu głównego, od którego odchodzą na południe ramiona, znacznie dłuższe od grzbietu głównego, zwane Płajami Świdowieckimi (Bliźnicki, Tatulski, Stajkowy (Stary), Apecki).
Od zachodu graniczy przez dolinę Tereswy z Połoniną Krasna, od północnego zachodu z masywem Busztułu, a od północy przez Przełęcz Okole z Połoniną Czarną w Gorganach, od wschodu z Czarnohorą, a od południa, wzdłuż Cisy, z Karpatami Marmaroskimi.
Najwyższe szczyty to:
- na grzbiecie głównym: Bliźnica (1883 m n.p.m.), Stih (1707 m n.p.m.), Tatulska (albo Koteł, 1774 m n.p.m.), Todiaska (albo Dohiaska, 1764 m n.p.m.), Ungariaska (1707 m n.p.m.)
- na Płaju Bliźnickim: Mała Bliźnica (1572 m n.p.m.), Stare (1475 m n.p.m.), Dumeń (1391 m n.p.m.)
- Na Płaju Tatulskim: Menczył Mały (1391 m n.p.m.), Menczył Wielki (1297 m n.p.m.)
- Na Płaju Stajkowym: Opresza (1481 m n.p.m.), Byczkow (1478 m n.p.m.)
- Na Płaju Apeckim: Apecka (1512 m n.p.m.)

Świdowiec znajduje się pomiędzy dolinami Brusturianki i Tereswy na zachodzie oraz Cisy na wschodzie. Jest zbudowany ze skał osadowych płaszczowiny czarnohorskiej. Samo pasmo ciągnie się z północnego zachodu na południowy wschód na długości około 25 km. Od głównego grzbietu rozciągają się na południe bardzo długie ramiona. Na północnych i wschodnich zboczach występują kotły polodowcowe. Zachowały się też inne ślady zlodowacenia w postaci pojedynczych jezior polodowcowych znajdujących się powyżej granicy lasu oraz moreny. Lasy porastają dolne partie zboczy i boczne grzbiety do wysokości 1300 m n.p.m. Powyżej rozciągają się rozległe hale, wykorzystywane na pastwiska i łąki. W przeciwieństwie do pobliskich pasm górskich bardzo słabo rozwinęła się tu kosodrzewina.
Do wschodniej części pasma sięga swoimi granicami Karpacki Rezerwat Biosfery obejmujący rejon najwyższych szczytów pasma Świdowca.
Bukowy las pierwotny Świdowca został wpisany na listę światowego dziedzictwa UNESCO w 2007 r., wraz z innymi karpackimi lasami bukowymi na Ukrainie i Słowacji.

## Literatura
- Janusz Gudowski, Ukraińskie Beskidy Wschodnie tom 2, Warszawa 1998, ISBN 83-86483-71-7.